# Only the Strong Survive (Bryan Adams)
Only the Strong Survive  è una canzone del cantautore canadese Bryan Adams presente nel suo album Into the Fire, pubblicata come singolo dello stesso album nel 1987.

## Descrizione
La canzone è stata co-scritta dal musicista Jim Vallance a Vancouver, in Canada; inizialmente la canzone era stata scritta per la colonna sonora del film Top Gun. Il regista Tony Scott apprezzava molto la canzone e decise di inserirla nella colonna sonora del film, ma Adams rifiutò perché ritenne che il film glorificasse la guerra. Il brano è stato scritto nel gennaio e registrato nel settembre 1986 presso i Cliffhanger Studios, ad ovest di Vancouver, di proprietà di Adams, ed è stata prodotta da Bob Clearmountain, nel gennaio 1987, presso gli AIR Studios di Londra.
Il brano è presente anche nelle colonne sonore dei film Faccia di rame (Renegades) e Piccola peste torna a far danni (Problem Child 2).

## Tracce
7"
1. Only the Strong Survive (Album Version) – 3:45
2. Home Again (Album Version) – 4:18

7" (Giappone)
1. Only the Strong Survive (Album Version) – 3:45
2. Kids Wanna Rock (Album Version) – 2:36

12" promozionale (Stati Uniti)
1. Only the Strong Survive (Album Version) – 3:45
2. Only the Strong Survive (Live) – 5:44
3. Victim of Love (Live) – 3:22

## Formazione
- Bryan Adams – chitarra ritmica, voce
- Robbie King – organo
- Keith Scott – slide guitar
- Dave Pickell – pianoforte
- Dave Taylor – basso
- Mickey Curry – batteria